# Un homme a disparu
Pour plus de détails, voir Fiche technique et Distribution.
Un homme a disparu (titre original : The Perfect Specimen) est un film américain réalisé par Michael Curtiz, sorti en 1937.

## Synopsis
Gerald Wicks, l'héritier d'une grande fortune, n'a jamais franchi les portes de son domaine d'enfance. Il part à l'aventure avec la journaliste Mona Carter et ils finissent par tomber amoureux.

## Fiche technique
- Titre : Un homme a disparu
- Titre original : The Perfect Specimen
- Réalisation : Michael Curtiz
- Scénario : Samuel Hopkins Adams, Norman Reilly Raine, Lawrence Riley, Brewster Morse et Fritz Falkenstein
- Production : Hal B. Wallis
- Société de production : Warner Bros. Pictures
- Musique : Heinz Roemheld
- Photographie : Charles Rosher et Jack A. Marta
- Effets visuels : Edwin B. DuPar
- Direction artistique : Robert Haas
- Costumes : Howard Shoup
- Montage : Terry O. Morse
- Pays de production : États-Unis
- Format : Noir et blanc - 1,37:1 - Mono
- Genre : Comédie
- Durée : 97 minutes
- Date de sortie : 1937

## Distribution
- Errol Flynn : Gerald Beresford Wicks
- Joan Blondell : Mona Carter
- Hugh Herbert : Killigrew Shaw
- Edward Everett Horton : M. Grattan
- Dick Foran : Jink Carter
- Beverly Roberts : Alicia
- May Robson : Mme Leona Wicks
- James Burke : Snodgrass
- Harry Davenport : Carl Carter
- Granville Bates : Hooker
- Dennie Moore : Clarabelle
- Hugh O'Connell : un employé du Waldorf